# Mecyna micalis
Mecyna micalis là một loài bướm đêm trong họ Crambidae.